# Rhynchium fervens
Rhynchium fervens är en stekelart som beskrevs av Walker 1871. Rhynchium fervens ingår i släktet Rhynchium och familjen Eumenidae. Inga underarter finns listade i Catalogue of Life.